# Шова-Мару
Шова-Мару (Showa Maru) — транспортне судно, яке під час Другої світової війни брало участь у операціях японських збройних сил на Тихому океані. 
Судно спорудили у 1939 році на верфі Namura Zosensho в Осаці для компанії Nitto Kogyo Kisen. 
25 серпня 1942-го «Шова-Мару» перебувало в західній частині моря Сулавесі, за півтори сотні кілометрів на північний схід від Таркану. Тут судно виявив, торпедував та потопив американський підводний човен USS Seawolf.